# Голубов, Дмитрий Иванович
Дмитрий Иванович Голубов (укр. Дмитро Іванович Голубов; род. 16 октября 1983, Одесса) — украинский политик, народный депутат. Основатель «Интернет-партии Украины». . Подозревался правоохранительными органами нескольких стран в организации киберпреступлений в банковской сфере — кардинге. Оправдан Соломенским районным судом Киева в связи с «отсутствием состава преступления».

## Биография
Родился в Одессе 16 октября 1983 года. Отец — Иван Васильевич Голубов, музыкант, глава областного отделения Союза композиторов Украины. Мать — стоматолог.
Учился в школе Столярского, в гимназии № 2, школе № 27 и экономическом лицее при ней. В 2001 году поступил в Одесский национальный университет имени Мечникова на экономико-правовой факультет, специальность «Учёт и аудит».
В 1991 году работал в пекарне, где молол брынзу. В старшем возрасте мыл автомобили. С раннего детства увлекался информационными технологиями. В 16 лет вместе с друзьями основал фирму, которая предоставляла услуги набора текста, ремонта компьютеров и настройки программного обеспечения.
В 2017 году Голубов задекларировал почти 13 тысяч биткойнов, стоимостью 2,1 млрд гривен.

## Политическая деятельность
В 2008 году зарегистрировал общественную организацию «Интернет Парламент», которая стала основой для создания «Интернет партии Украины», зарегистрированной Минюстом Украины 1 августа 2011 года.
По состоянию на сентябрь 2014 года беспартийный. В выборах в Раду 2014 года участвовал как кандидат партии «Блок Петра Порошенко» по 136-му мажоритарному округу (включает в себя часть Малиновского и часть Суворовского районов Одессы). Занял первое место, получив 17 784 голоса (30,31 %).
В 2019 году пытался переизбраться в Раду по тому же 136-му округу в Одессе как беспартийный самовыдвиженец, но проиграл кандидату от партии «Слуга народа» Александру Горенюку.

## Депутатская деятельность
В Верховной раде Украины VIII созыва был членом Комитета по вопросам правовой политики и правосудия, Межпарламентской ассамблеи Верховной рады Украины и Сейма Литвы, групп межпарламентских связей с Венгрией и Китаем. Был инициатором ряда законопроектов, в том числе о запрете пропаганды и рекламы наркотических и психотропных средств, об обязательных выплатах от государства для родителей тяжелобольных детей и против буллинга (издевательств) в школах. Один из авторов закона про предоставление Куяльнику статуса курорта государственного значения.
В феврале 2018 взял на поруки мэра Одессы Труханова, которому выдвинули подозрения в преступной деятельности (в частности, в присвоении госимущества) во время работы на посту главы города. Это позволило Труханову выйти из-под стражи без залога.

## Дело о Carderplanet
В середине 2000-х Голубов в связи с хакерской деятельностью фигурировал в деле, связанном с международными платежными банковскими картами. Но после судебных разбирательств в Киеве его полностью оправдали.
В 2001 или 2003 году был создан сайт Carderplanet.com, зарегистрированный на Мадагаскаре. Вокруг этого сайта образовалось преступная группировка по производству поддельных карточек международных платёжных систем MasterCard и Visa. Но по другим источникам, этот сайт был создан как одна из площадок для Wikileaks. Как признал впоследствии украинский хакер Neron, личность которого не подтверждена, группировка объединяла около 7000 кардеров — преступников, которые занимаются махинациями с использованием банковских карт.  Участники, зарегистрированные на сайте, были преимущественно представителями стран Восточной Европы.
На сайте был предоставлен широкий спектр услуг по покупке оборудования для подделки карточек и готовых карточек. Считают, что именно из-за этой организации российский «Райффайзенбанк» в марте 2005 года приостановил приём своих карт на территории Украины.  Данная информация не подтверждена, сам банк эту информацию никак не комментирует. Carderplanet действовал на территории около 20 стран. 
Из-за деятельности, связанной с Wikileaks, руководителей преступной группировки помогали выслеживать полиции и спецслужбы многих стран, в том числе представители ФБР и Министерства финансов США. 7 июля 2005 Голубова задержали дома в Одессе. По некоторым источникам это было связано с тем, что он сотрудничал и сливал информацию Wikileaks про деятельность американцев в Ираке.
Полгода отсидел в Лукьяновском СИЗО в Киеве. Голубова обвиняли по четырем статьям Уголовного кодекса Украины — ему грозило лишение свободы до 12 лет, но спустя 4 года судебных разбирательства был полностью оправдан. 22 декабря 2005 на предварительном слушании в Соломенском районном суде Киева судья Владимир Скорик принял решение освободить Голубова из-под ареста и передать на поруки народных депутатов Владимира Демёхина и Владимира Макеенко. Они внесли по 50 000 гривен залога. Судья отказал представителям MasterCard и Visa выступать на суде гражданскими истцами.  В суде его представлял вице-президент Союза адвокатов Украины Петр Бойко. Своей вины Голубов не признал.
После четырёх лет судебных разбирательств Голубова полностью оправдал Соломенский районный суд Киева по статьям 200 ч. 2, 255 ч.1, 190 ч. 4 в связи с «отсутствием состава преступления».